# Slash’s Blues Ball
Slash’s Blues Ball – zespół rockowy, założony w 1996 roku przez Slasha, po rozpadzie zespołu Slash’s Snakepit. Powodem założenia zespołu było zaproszenie Slasha na koncert bluesowy na Węgrzech. Zespół odbył kilka tras koncertowych: po wschodnim i zachodnim wybrzeżu USA, następnie grali w Teksasie, Luizjanie i Nevadzie, później w dużych miastach północnego wschodu. Zespół grał covery piosenek sławnych wykonawców, m.in. Led Zeppelin, Boba Dylana, Alice Coopera, czy poprzedniego zespołu Slasha: Slash’s Snakepit. Mimo planów, nigdy nie wydano płyty. Zespół rozpadł się w 1998, gdy Slash reaktywował Slash’s Snakepit.

## Skład
- Slash – gitara prowadząca i rytmiczna
- Teddy Andreadis – wokal, organy, harmonika
- Johnny Griparic – gitara basowa
- Alvino Bennet – perkusja
- Bobby Schneck – gitara rytmiczna
- Dave McClarem – saksofon